# Шуський сільський округ
Шу́ський сільський округ (каз. Шу ауылдық округі, рос. Шуский сельский округ) — адміністративна одиниця у складі Сузацького району Туркестанської області Казахстану. Адміністративний центр — село Шу.
Населення — 644 особи (2021; 689 у 2009, 1120 у 1999, 1744 у 1989).
Станом на 1989 рік існувала Чуйська сільська рада (село Чу, селища Андіжан, Жолоткен, Торстоган).

## Склад
До складу округу входять такі населені пункти:
| Населений пункт   | Колишні назви | Населення, осіб (1989) | Населення, осіб (1999) | Населення, осіб (2009) | Населення, осіб (2021) |
| ----------------- | ------------- | ---------------------- | ---------------------- | ---------------------- | ---------------------- |
| Андіжан, село     | -             | 116                    | -                      | -                      | -                      |
| Жолоткен, село    | -             | 198                    | -                      | -                      | -                      |
| Ториустаган, село | Торстоган     | 89                     | 0                      | 8                      | -                      |
| Шу, село          | Чу            | 1341                   | 1120                   | 681                    | 644                    |